# Leconfield
Leconfield är en ort och civil parish i Storbritannien.   Den ligger i kommunen East Riding of Yorkshire och riksdelen England, i den sydöstra delen av landet, 260 km norr om huvudstaden London. Leconfield ligger 12 meter över havet och antalet invånare är 2 034.
Terrängen runt Leconfield är platt. Runt Leconfield är det ganska tätbefolkat, med 139 invånare per kvadratkilometer. Närmaste större samhälle är Kingston upon Hull, 16,8 km sydost om Leconfield. Trakten runt Leconfield består till största delen av jordbruksmark.